# Stenia stenioides
Stenia stenioides là một loài thực vật có hoa trong họ Lan. Loài này được (Garay) Dodson & R.Escobar miêu tả khoa học đầu tiên năm 1993.